# Heptathlon aux championnats du monde d'athlétisme en salle 2022
Pour un article plus général, voir Championnats du monde d'athlétisme en salle 2022.
Navigation
2018 2024
Le concours de l'heptathlon  des championnats du monde en salle de 2022 se déroule les 18 et 19 mars 2022 dans la Štark Arena de Belgrade, en Serbie.

## Résultats

### 60 mètres
| Rang | Série | Athlète                   | Pays       | Temps | Points | Notes |
| ---- | ----- | ------------------------- | ---------- | ----- | ------ | ----- |
| 1    | 2     | Damian Warner             | Canada     | 6.68  | 999    | PB    |
| 2    | 1     | Ashley Moloney            | Australie  | 6.70  | 992    | PB    |
| 3    | 2     | Simon Ehammer             | Suisse     | 6.72  | 984    | PB    |
| 4    | 2     | Garrett Scantling         | États-Unis | 6.84  | 940    | PB    |
| 5    | 2     | Hans-Christian Hausenberg | Estonie    | 6.86  | 933    |       |
| 6    | 1     | Lindon Victor             | Grenade    | 6.91  | 915    | PB    |
| 7    | 2     | Steven Bastien            | États-Unis | 6.94  | 904    | SB    |
| 8    | 2     | Jorge Ureña               | Espagne    | 6.95  | 900    |       |
| 9    | 1     | Andri Oberholzer          | Suisse     | 7.00  | 882    | PB    |
| 10   | 1     | Dario Dester              | Italie     | 7.01  | 879    |       |
| 11   | 1     | Karel Tilga               | Estonie    | 7.07  | 858    | PB    |
| 12   | 1     | Kai Kazmirek              | Allemagne  | 7.22  | 806    | SB    |

### Saut en longueur
| Rang | Athlète                   | Pays       | #1   | #2   | #3   | Marque | Points | Notes | Total |
| ---- | ------------------------- | ---------- | ---- | ---- | ---- | ------ | ------ | ----- | ----- |
| 1    | Damian Warner             | Canada     | x    | 8.05 | x    | 8.05   | 1073   | SB    | 2072  |
| 2    | Simon Ehammer             | Suisse     | 8.04 | 7.87 | 7.98 | 8.04   | 1071   |       | 2055  |
| 3    | Hans-Christian Hausenberg | Estonie    | 7.96 | x    | x    | 7.96   | 1050   | PB    | 1983  |
| 4    | Ashley Moloney            | Australie  | 7.66 | 7.56 | 7.82 | 7.82   | 1015   | PB    | 2007  |
| 5    | Andri Oberholzer          | Suisse     | 7.18 | 7.42 | 7.57 | 7.57   | 952    | PB    | 1834  |
| 6    | Steven Bastien            | États-Unis | 7.27 | x    | 7.56 | 7.56   | 950    | SB    | 1854  |
| 7    | Lindon Victor             | Grenade    | 7.12 | 7.56 | x    | 7.56   | 950    | PB    | 1865  |
| 8    | Karel Tilga               | Estonie    | 7.25 | 7.20 | 7.54 | 7.54   | 945    | SB    | 1803  |
| 9    | Garrett Scantling         | États-Unis | 7.28 | 7.40 | 7.30 | 7.40   | 910    | SB    | 1850  |
| 10   | Jorge Ureña               | Espagne    | 7.33 | 7.29 | x    | 7.33   | 893    |       | 1793  |
| 11   | Dario Dester              | Italie     | 7.02 | 7.11 | 7.30 | 7.30   | 886    |       | 1765  |
| 12   | Kai Kazmirek              | Allemagne  | 6.66 | 6.95 | 6.93 | 6.95   | 802    | SB    | 1608  |

### Lancer du poids
| Rang | Athlète                   | Pays       | #1    | #2    | #3    | Marque | Points | Notes | Total |
| ---- | ------------------------- | ---------- | ----- | ----- | ----- | ------ | ------ | ----- | ----- |
| 1    | Garrett Scantling         | États-Unis | 16.37 | 15.99 | 16.37 | 16.37  | 874    | PB    | 2724  |
| 2    | Lindon Victor             | Grenade    | 14.82 | x     | 15.65 | 15.65  | 830    | SB    | 2695  |
| 3    | Karel Tilga               | Estonie    | 13.83 | 14.84 | 15.36 | 15.36  | 812    |       | 2615  |
| 4    | Damian Warner             | Canada     | 14.37 | 14.52 | 14.89 | 14.89  | 783    |       | 2855  |
| 5    | Andri Oberholzer          | Suisse     | 14.76 | 13.91 | 13.86 | 14.76  | 775    |       | 2609  |
| 6    | Simon Ehammer             | Suisse     | 14.03 | 14.23 | 13.98 | 14.23  | 742    | SB    | 2797  |
| 7    | Dario Dester              | Italie     | 13.62 | 13.78 | 14.03 | 14.03  | 730    | SB    | 2495  |
| 8    | Jorge Ureña               | Espagne    | 13.41 | 13.90 | 13.89 | 13.90  | 722    |       | 2515  |
| 9    | Ashley Moloney            | Australie  | 13.87 | 13.89 | 13.46 | 13.89  | 722    | SB    | 2729  |
| 10   | Hans-Christian Hausenberg | Estonie    | 12.45 | 13.62 | x     | 13.62  | 705    |       | 2688  |
| 11   | Kai Kazmirek              | Allemagne  | 12.89 | 13.13 | 13.40 | 13.40  | 692    | SB    | 2300  |
| 12   | Steven Bastien            | États-Unis | x     | 13.19 | x     | 13.19  | 679    | SB    | 2533  |

### Saut en hauteur
| Rang | Athlète                   | Pays       | 1.84          | 1.87          | 1.90          | 1.93          | 1.96          | 1.99          | 2.02          | 2.05          | 2.08          | 2.11          | Marque        | Points        | Notes         | Total         |
| ---- | ------------------------- | ---------- | ------------- | ------------- | ------------- | ------------- | ------------- | ------------- | ------------- | ------------- | ------------- | ------------- | ------------- | ------------- | ------------- | ------------- |
| 1    | Steven Bastien            | États-Unis | –             | –             | –             | o             | –             | o             | xo            | xxo           | xxo           | xxx           | 2.08          | 878           | PB            | 3411          |
| 2    | Lindon Victor             | Grenade    | –             | –             | o             | o             | o             | xo            | o             | o             | xxx           |               | 2.05          | 850           | SB            | 3545          |
| 3    | Simon Ehammer             | Suisse     | –             | –             | o             | o             | o             | xo            | xo            | xo            | xxx           |               | 2.05          | 850           | PB            | 3647          |
| 4    | Jorge Ureña               | Espagne    | –             | –             | xo            | –             | xo            | –             | xo            | xxo           | xxx           |               | 2.05          | 850           | SB            | 3365          |
| 5    | Hans-Christian Hausenberg | Estonie    | –             | o             | –             | o             | o             | o             | o             | xxx           |               |               | 2.02          | 822           |               | 3510          |
| 6    | Garrett Scantling         | États-Unis | –             | –             | –             | o             | –             | xxo           | o             | xxx           |               |               | 2.02          | 822           |               | 3546          |
| 7    | Ashley Moloney            | Australie  | –             | –             | o             | –             | o             | –             | xo            | r             |               |               | 2.02          | 822           |               | 3551          |
| 8    | Karel Tilga               | Estonie    | –             | –             | –             | o             | xxo           | xo            | xo            | xr            |               |               | 2.02          | 822           | SB            | 3437          |
| 9    | Damian Warner             | Canada     | –             | –             | –             | o             | o             | o             | xxx           |               |               |               | 1.99          | 794           | SB            | 3649          |
| 10   | Andri Oberholzer          | Suisse     | –             | –             | o             | o             | o             | xo            | xxx           |               |               |               | 1.99          | 794           |               | 3403          |
| 11   | Dario Dester              | Italie     | o             | –             | o             | xxo           | xxo           | xxx           |               |               |               |               | 1.96          | 767           |               | 3262          |
|      | Kai Kazmirek              | Allemagne  | Did not start | Did not start | Did not start | Did not start | Did not start | Did not start | Did not start | Did not start | Did not start | Did not start | Did not start | Did not start | Did not start | Did not start |

### 60 mètres haies
| Rang | Série | Athlète                   | Pays       | Temps | Points | Notes | Total |
| ---- | ----- | ------------------------- | ---------- | ----- | ------ | ----- | ----- |
| 1    | 2     | Damian Warner             | Canada     | 7.61  | 1082   |       | 4731  |
| 2    | 2     | Simon Ehammer             | Suisse     | 7.75  | 1046   |       | 4693  |
| 3    | 2     | Ashley Moloney            | Australie  | 7.88  | 1012   | PB    | 4563  |
| 4    | 2     | Jorge Ureña               | Espagne    | 7.98  | 987    |       | 4352  |
| 5    | 2     | Hans-Christian Hausenberg | Estonie    | 7.99  | 984    |       | 4494  |
| 6    | 1     | Andri Oberholzer          | Suisse     | 8.12  | 952    | PB    | 4355  |
| 7    | 1     | Dario Dester              | Italie     | 8.12  | 952    |       | 4214  |
| 8    | 1     | Steven Bastien            | États-Unis | 8.14  | 947    |       | 4358  |
| 9    | 1     | Karel Tilga               | Estonie    | 8.39  | 886    |       | 4323  |
| 10   | 1     | Lindon Victor             | Grenade    | 8.41  | 881    | SB    | 4426  |
|      | 2     | Garrett Scantling         | États-Unis | DNS   | DNS    | DNS   | DNS   |

### Saut à la perche
| Rang | Athlète                   | Pays       | 4.40          | 4.50          | 4.60          | 4.70          | 4.80          | 4.90          | 5.00          | 5.10          | 5.20          | 5.30          | 5.40          | Marque        | Points        | Notes         | Total         |
| ---- | ------------------------- | ---------- | ------------- | ------------- | ------------- | ------------- | ------------- | ------------- | ------------- | ------------- | ------------- | ------------- | ------------- | ------------- | ------------- | ------------- | ------------- |
| 1    | Hans-Christian Hausenberg | Estonie    | –             | –             | –             | –             | o             | –             | o             | o             | xo            | xo            | xxx           | 5.30          | 1004          | PB            | 5498          |
| 2    | Ashley Moloney            | Australie  | –             | –             | o             | –             | o             | o             | o             | o             | xxx           |               |               | 5.10          | 941           | PB            | 5504          |
| 3    | Simon Ehammer             | Suisse     | –             | –             | o             | o             | o             | xo            | xxo           | xxo           | xxx           |               |               | 5.10          | 941           | PB            | 5634          |
| 4    | Andri Oberholzer          | Suisse     | –             | –             | –             | o             | xo            | o             | o             | xxx           |               |               |               | 5.00          | 910           |               | 5265          |
| 5    | Damian Warner             | Canada     | –             | –             | o             | o             | o             | xxo           | xxx           |               |               |               |               | 4.90          | 880           | PB            | 5611          |
| 6    | Dario Dester              | Italie     | –             | –             | o             | –             | xo            | xxo           | xxx           |               |               |               |               | 4.90          | 880           |               | 5094          |
| 7    | Jorge Ureña               | Espagne    | –             | –             | –             | –             | xxo           | –             | xxx           |               |               |               |               | 4.80          | 849           |               | 5201          |
| 8    | Lindon Victor             | Grenade    | xxo           | xo            | o             | o             | xxx           |               |               |               |               |               |               | 4.70          | 819           | SB            | 5245          |
| 9    | Steven Bastien            | États-Unis | –             | o             | xo            | xo            | xxx           |               |               |               |               |               |               | 4.70          | 819           |               | 5177          |
| 10   | Karel Tilga               | Estonie    | –             | xo            | xxx           |               |               |               |               |               |               |               |               | 4.50          | 760           |               | 5083          |
|      | Garrett Scantling         | États-Unis | Did not start | Did not start | Did not start | Did not start | Did not start | Did not start | Did not start | Did not start | Did not start | Did not start | Did not start | Did not start | Did not start | Did not start | Did not start |

### 1 000 mètres
| Rang | Athlète                   | Pays       | Temps   | Points | Notes | Total |
| ---- | ------------------------- | ---------- | ------- | ------ | ----- | ----- |
| 1    | Steven Bastien            | États-Unis | 2:37.89 | 897    | SB    | 6074  |
| 2    | Karel Tilga               | Estonie    | 2:39.28 | 881    | SB    | 5964  |
| 3    | Damian Warner             | Canada     | 2:39.56 | 878    | SB    | 6489  |
| 4    | Jorge Ureña               | Espagne    | 2:42.28 | 848    | SB    | 6049  |
| 5    | Ashley Moloney            | Australie  | 2:43.01 | 840    | PB    | 6344  |
| 6    | Dario Dester              | Italie     | 2:43.49 | 835    | SB    | 5929  |
| 7    | Andri Oberholzer          | Suisse     | 2:43.61 | 834    | PB    | 6099  |
| 8    | Lindon Victor             | Grenade    | 2:48.21 | 784    | SB    | 6029  |
| 9    | Simon Ehammer             | Suisse     | 2:53.54 | 729    | SB    | 6363  |
| 10   | Hans-Christian Hausenberg | Estonie    | 2:57.10 | 693    | SB    | 6191  |

### Classement final
| Rang               | Athlète                   | Pays       | Points | Notes  |
| ------------------ | ------------------------- | ---------- | ------ | ------ |
| Médaille d'or      | Damian Warner             | Canada     | 6489   | WL, NR |
| Médaille d'argent  | Simon Ehammer             | Suisse     | 6363   | NR     |
| Médaille de bronze | Ashley Moloney            | Australie  | 6344   | AR     |
| 4                  | Hans-Christian Hausenberg | Estonie    | 6191   | PB     |
| 5                  | Andri Oberholzer          | Suisse     | 6099   | PB     |
| 6                  | Steven Bastien            | États-Unis | 6074   | PB     |
| 7                  | Jorge Ureña               | Espagne    | 6049   | SB     |
| 8                  | Lindon Victor             | Grenade    | 6029   | NR     |
| 9                  | Karel Tilga               | Estonie    | 5964   | SB     |
| 10                 | Dario Dester              | Italie     | 5929   |        |
|                    | Garrett Scantling         | États-Unis | DNF    | DNF    |
|                    | Kai Kazmirek              | Allemagne  | DNF    | DNF    |

## Légende
Records et Performances
- AR : Record continental (area record)
- CR : Record des championnats (championship record)
- MR : Record du meeting (meet record)
- NR : Record national (national record)
- OR : Record olympique (olympic record)
- PR : Record paralympique (paralympic record)
- PB : Record personnel (personal best)
- SB : Meilleure performance personnelle de la saison (season's best)
- WL : Meilleure performance mondiale de l'année (world leader)
- WJR : Record du monde junior (world junior record)
- WR : Record du monde (world record)

Circonstances et Conditions
- DNF : N'a pas terminé (did not finish)
- DNS : N'a pas pris le départ (did not start)
- DQ : Disqualification (disqualification)
- NM : Aucun essai valable enregistré (No Mark)
- Q : Qualifié « directement » au prochain tour (ou à la prochaine compétition), lors d'une compétition majeure, grâce au classement ou à la réalisation des minima (automatic qualifier)
- q : Qualifié au prochain tour (ou à la prochaine compétition), lors d'une compétition majeure, grâce au repêchage ou à la réalisation de l'une des meilleures performances parmi celles des « non qualifiés directement » (grâce au meilleur temps ou à la meilleure distance par exemple) (secondary qualifier)